# 4-Acetoksy-N,N-dietylotryptamina
4-Acetoksy-N,N-dietylotryptamina – substancja psychoaktywna o działaniu bardzo zbliżonym do psylocybiny, pochodna tryptaminy. Znana jest też pod nazwami etacetyna i etylocybina. 4-Aco-DET zostało wynalezione w laboratoriach Sandoz przez Alberta Hofmanna w 1958 roku. Jest mało trwałą molekułą i bardzo szybko ulega rozkładowi i utlenianiu na powietrzu. 4-Aco-DET zwykle zażywane jest doustnie, dawkowanie zawiera się w przedziale 5–25 mg. Efekty działania utrzymują się 4 do 6 godzin. 4-Aco-DET może też być palone, działa wtedy dużo krócej i dużo szybciej pojawiają się pierwsze efekty.
Substancja ta nie jest kontrolowana w UE i Polsce.

Przeczytaj ostrzeżenie dotyczące informacji medycznych i pokrewnych zamieszczonych w Wikipedii.